# Test di Jarque-Bera
Il test di Jarque-Bera è un test statistico per la verifica dell'ipotesi di normalità ed è impiegato molto spesso  in campo econometrico. Esso si basa sulla misura dell'asimmetria e della curtosi di una distribuzione. 
Si considera in particolare la distribuzione asintotica di una combinazione dei noti coefficienti {\displaystyle \beta _{3}} e {\displaystyle \beta _{4}} (o {\displaystyle \gamma _{3}} e {\displaystyle \gamma _{4}}) che è di tipo chi-quadro
La variabile testata è
{\displaystyle {\mathit {JB}}={\frac {n}{6}}\left(S^{2}+{\frac {(K-3)^{2}}{4}}\right),}
dove n è il numero delle osservazioni, o gradi di libertà,S è l'asimmetria del campione, K è la curtosi del campione
definiti come
{\displaystyle S={\frac {\mu _{3}}{\sigma ^{3}}}={\frac {\mu _{3}}{\left(\sigma ^{2}\right)^{3/2}}}={\frac {{\frac {1}{n}}\sum _{i=1}^{n}\left(x-{\bar {x}}\right)^{3}}{\left({\frac {1}{n}}\sum _{i=1}^{n}\left(x-{\bar {x}}\right)^{2}\right)^{3/2}}}}
{\displaystyle K={\frac {\mu _{4}}{\sigma ^{4}}}={\frac {\mu _{4}}{\left(\sigma ^{2}\right)^{2}}}={\frac {{\frac {1}{n}}\sum _{i=1}^{n}\left(x-{\bar {x}}\right)^{4}}{\left({\frac {1}{n}}\sum _{i=1}^{n}\left(x-{\bar {x}}\right)^{2}\right)^{2}}}}
dove μ3 e μ4 sono il terzo e quarto momento centrale, {\displaystyle {\bar {x}}} è la media campionaria e  σ2 è la varianza.
La statistica JB è distribuita asintoticamente come una variabile casuale chi quadro con due gradi di libertà e può essere usata per testare l'ipotesi nulla che il campione è stato estratto da una popolazione di dati distribuiti come una variabile casuale normale.
L'ipotesi nulla è un'ipotesi congiunta che sia asimmetria che curtosi in eccesso siano nulle. Tale ipotesi viene rigettata per valori di JB troppo grandi.
Questo test è utilizzato frequentemente per determinare se i residui di una regressione lineare sono normali. Certi autori propongono di correggere JB con il numero di variabili usate nella regressione, mentre altri non lo menzionano affatto.